# 1771 Маковер
1771 Маковер (1771 Makover) — астероїд головного поясу, відкритий 24 січня 1968 року.
Тіссеранів параметр щодо Юпітера — 3,162.